# Łęg (gmina Osiek)
Łęg – wieś w Polsce, położona w województwie świętokrzyskim, w powiecie staszowskim, w gminie Osiek.
W latach 1975–1998 miejscowość należała administracyjnie do województwa tarnobrzeskiego.
Decyzją wojewody tarnobrzeskiego z 1992 roku rozpoczęto proces wysiedlania okolicznych mieszkańców Mikołajowa celem eksploatacji siarki rodzimej na złożu Osiek. W kolejnych latach przesunięto swoje działania eksploatacyjne na tereny należące do sołectwa Łęg, a które sukcesywnie podawano działaniom wysiedleńczym (głównie ludności miejscowej, przyległej do owych włości). Ostatecznie ukończono ten proces w 2006 roku.
Od lat 90. XX wieku wieś niemodernizowana w infrastrukturę techniczną i społeczną (tj. wodociągi, kanalizację, nową szkołę itp.). Wyjątek stanowi fragment gminnej drogi dojazdowej ze Sworonia do Osieka przez Nakol i Lipnik. Tenże fragment leży przy samym wale wiślanym w granicach administracyjnych Łęgu, tj. nr 4233046.

## Historia
Wieś wymieniana w Słowniku geograficznym Królestwa Polskiego i innych krajów słowiańskich pod koniec XIX wieku.

ŁĘG, wieś nad rzeką Wisłą, powiat sandomierski, gmina i parafia Osiek, od Sandomierza 32 wiorsty, gruntu mórg 22, domów 16, mieszkańców 102. Jest to przedmieście osady Osiek.

Bronisław Chlebowski, Słownik geograficzny Królestwa Polskiego..., t. V..

Na podstawie ww. informacji z 1884 roku – Łęg, to wieś nad rzeką Wisłą w ówczesnym powiecie sandomierskim, w ówczesnej gminie i parafii Osiek. Leży w odległości 32 wiorst od Sandomierza. Ma 16 domów, 102 mieszkańców, 22 morgi gruntów. Jest to przedmieście osady miejskiej Osiek.
W 1886 roku parafia Osiek należy do dekanatu sandomierskiego i liczyła 3895 mieszkańców. Z kolei gmina Osiek, z urzędem we wsi Osieczko, miała 6070 mieszkańców i rozległości 17 916 mórg, w tym ziemi dworskiej 6525 mórg. Sądem okręgowym dla gminy był ówczesny III Sąd Okręgowy w Łoniowie; z kolei stacja pocztowa znajdowała się w Staszowie. W skład gminy wchodziły wówczas (jeszcze) następujące wioski: Bukowa, Długołęka, Dzięki, Lipnik, Łęg, Osieczko, Osiek, Pliskowola, Strzegom i Suchowola.
Współcześnie w ujęciu Piotra Barańskiego w jego książce Miasto i Gmina Osiek z 1999 roku.

W gminie. (...) Łęg.
Wieś wchodząca w skład sołectwa Mikołajów. Nazwa pochodzi od zalewanej łąki (Łęg, Łęka). Położona nad Wisłą w odległości około 200 metrów od nurtu, na wzniesieniu, które w czasie wylewów Wisły oblewane jest wodami rzeki.
Osadnictwo znane od XVIII wieku. Być może osada chroniła przeprawy przez Wisłę. Właśnie tu tutaj z dna Wisły wyłaniają się grube resztki słupów (być może mostu).
Wieś została współcześnie wykreślona z mapy. Zlikwidowana za sprawą budowy kopalni siarki w Osieku. Należała do gminy i parafii Osiek. W czasie wojny mieszkańcy współpracowali z partyzantami. Wegetują tutaj jeszcze dwie rodziny.

Piotr Barański, Miasto i Gmina Osiek.

W 1986 roku rozpoczęto budowę Kopalni Siarki Osiek w obrębie sołectw: Mikołajów – Trzcianka – Sworoń. W wyniku tych działań od roku 1992 do 2006 ostatecznie zakończono proces likwidacji sołectwa Łęg, gdyż owo sołectwo znajduje się w centrum owego trójkąta (w tzw. widłach zajętych pod działania eksploatacyjne kopalni).

## Demografia
Współczesna struktura demograficzna wioski Łęg na podstawie danych z lat 1995-2009 według roczników GUS-u, z prezentacją danych z 2002 roku:

| Wyszczególnienie | Wyszczególnienie | Wyszczególnienie | Wyszczególnienie | Wyszczególnienie | J. m.       | Populacja mieszkańców (w przedziałach wiekowych w 2002 roku) | Populacja mieszkańców (w przedziałach wiekowych w 2002 roku) | Populacja mieszkańców (w przedziałach wiekowych w 2002 roku) | Populacja mieszkańców (w przedziałach wiekowych w 2002 roku) | Populacja mieszkańców (w przedziałach wiekowych w 2002 roku) | Populacja mieszkańców (w przedziałach wiekowych w 2002 roku) |
| Wyszczególnienie | Wyszczególnienie | Wyszczególnienie | Wyszczególnienie | Wyszczególnienie | J. m.       | Ogółem                                                       | 10-19                                                        | 20-29                                                        | 30-39                                                        | 50-59                                                        | 60-69                                                        |
| ---------------- | ---------------- | ---------------- | ---------------- | ---------------- | ----------- | ------------------------------------------------------------ | ------------------------------------------------------------ | ------------------------------------------------------------ | ------------------------------------------------------------ | ------------------------------------------------------------ | ------------------------------------------------------------ |
| I.               | Ogółem           | Ogółem           | Ogółem           | Ogółem           | os.         | 7                                                            | 1                                                            | 2                                                            | 1                                                            | 2                                                            | 1                                                            |
| I.               | –                | odsetek          | odsetek          | odsetek          | %           | 100                                                          | 14,3                                                         | 28,5                                                         | 14,3                                                         | 28,6                                                         | 14,3                                                         |
| I.               | 1.               | WEDŁUG PŁCI      | WEDŁUG PŁCI      | WEDŁUG PŁCI      | WEDŁUG PŁCI | WEDŁUG PŁCI                                                  | WEDŁUG PŁCI                                                  | WEDŁUG PŁCI                                                  | WEDŁUG PŁCI                                                  | WEDŁUG PŁCI                                                  | WEDŁUG PŁCI                                                  |
| I.               | 1.               | A.               | Mężczyzn         | Mężczyzn         | os.         | 4                                                            | –                                                            | 2                                                            | 1                                                            | 1                                                            | –                                                            |
| I.               | 1.               | A.               | –                | odsetek          | %           | 57,1                                                         | –                                                            | 28,5                                                         | 14,3                                                         | 14,3                                                         | –                                                            |
| I.               | 1.               | B.               | Kobiet           | Kobiet           | os.         | 3                                                            | 1                                                            | –                                                            | –                                                            | 1                                                            | 1                                                            |
| I.               | 1.               | B.               | –                | odsetek          | %           | 42,9                                                         | 14,3                                                         | –                                                            | –                                                            | 14,3                                                         | 14,3                                                         |

Rysunek 1.1 Piramida populacji – struktura płci i wieku wioski
| I. | Ogółem | Ogółem  | Ogółem            | Ogółem            | Ogółem            | os.     | 7       | 4       | 3       |         |         |         |         |         |         |         |         |         |         |         |
| I. | –      | odsetek | odsetek           | odsetek           | odsetek           | %       | 100     | 57,1    | 42,9    |         |         |         |         |         |         |         |         |         |         |         |
| I. | 1.     | W wieku | W wieku           | W wieku           | W wieku           | W wieku | W wieku | W wieku | W wieku | W wieku | W wieku | W wieku | W wieku | W wieku | W wieku | W wieku | W wieku | W wieku | W wieku | W wieku |
| I. | 1.     | A.      | Przedprodukcyjnym | Przedprodukcyjnym | Przedprodukcyjnym | os.     | 1       | –       | 1       |         |         |         |         |         |         |         |         |         |         |         |
| I. | 1.     | A.      | –                 | odsetek           | odsetek           | %       | 14,3    | –       | 14,3    |         |         |         |         |         |         |         |         |         |         |         |
| I. | 1.     | B.      | Produkcyjnym      | Produkcyjnym      | Produkcyjnym      | os.     | 5       | 4       | 1       |         |         |         |         |         |         |         |         |         |         |         |
| I. | 1.     | B.      | –                 | odsetek           | odsetek           | %       | 71,5    | 57,1    | 14,3    |         |         |         |         |         |         |         |         |         |         |         |
| I. | 1.     | B.      | a.                | mobilnym          | mobilnym          | os.     | 3       | 3       | –       |         |         |         |         |         |         |         |         |         |         |         |
| I. | 1.     | B.      | a.                | –                 | odsetek           | %       | 42,8    | 42,8    | –       |         |         |         |         |         |         |         |         |         |         |         |
| I. | 1.     | B.      | b.                | niemobilnym       | niemobilnym       | os.     | 2       | 1       | 1       |         |         |         |         |         |         |         |         |         |         |         |
| I. | 1.     | B.      | b.                | –                 | odsetek           | %       | 28,6    | 14,3    | 14,3    |         |         |         |         |         |         |         |         |         |         |         |
| I. | 1.     | C.      | Poprodukcyjnym    | Poprodukcyjnym    | Poprodukcyjnym    | os.     | 1       | –       | 1       |         |         |         |         |         |         |         |         |         |         |         |
| I. | 1.     | C.      | –                 | odsetek           | odsetek           | %       | 14,3    | –       | 14,3    |         |         |         |         |         |         |         |         |         |         |         |

## Geografia
W XIX-wiecznym Łęgu umiejscowione było małe jeziorko Brzeźnica – znane nam z oryginalnego opisu Ludwika Wolskiego z 1851 roku.

Jeziora w Królestwie Polskiém. (...) Jeziora Gubernii Radomskiéj. (...) Powiat Sandomierski.
Wszystkie jeziora powiatu tego leżą nad samą rzeką Wisłą lub w niewielkiéj od niéj odległości.
(...) W gminie Osiek znajdujemy pięć jezior: dwa we wsi Osieczko, nazwane Białe i Skopaniec, we wsi Łęk nazwane Brzeźnica, w Osieku Bania, we wsi Długołęka Gaj.
(...) Jezioro Brzeźnica, położone na płaszczyźnie rozległéj, w miejscu otwartém, obszerne morg 1, głębokie stóp 16; grunta nadbrzeżne urodzajne, twarde. Od strony zachodniéj przepływają przez jezioro to dwa małe strumienie. Podziemnéj kommunikacyi i źródeł mineralnych nie ma. Woda czysta, słodka, bez żadnego odoru, po brzegach zarosła trzciną i innemi chwastami. W ryby nie obfituje, gdyż jak wyżéj powiedziano, są dwa odpływy wody, przez które ryby uchodzą. Spławy nie istnieją żadne.
(...) Z wyliczenia takowego wypada, że w gubernii radomskiéj jest w ogóle jezior 59, rozległość ich włók 15, morgów 27; w tym: w powiecie sandomierskim jezior 31, rozległość ich włók 11, morgów 7. Wszystko to są jeziora mniejszéj wielkości; największe z nich Kozłowy dół ma obszerności morgów 70, po nim idzie Krzcińskie – morgów 50, daléj Słoniawa i Przewłockie po morgów 30; inne coraz mniejsze.

Ludwik Wolski, Biblioteka Warszawska. Pismo poświęcone naukom, sztukom i przemysłowi, t. I.

## Dawne części wsi – obiekty fizjograficzne
W latach 70. XX wieku przyporządkowano i opracowano spis lokalnych części integralnych dla Łęgu zawarty w tabeli 1.
| Nazwa wsi – miasta | Nazwy części wsi – miasta | Nazwy obiektów fizjograficznych – charakter obiektu |
| ------------------ | ------------------------- | --- |
| I. Gromada OSIEK   |                           | |
| 1. Łęg             | –                         | 1. Bania – staw 2. Brzeźnica – pole 3. Kaczanówki – pole, łąka, pastwisko 4. Łysa Górka – wzniesienie, pole 5. Szpitalówka – pole 6. U Jeziora – pole 7. Wątek – pole, dolina 8. Wolskie – pole 9. Za Strugą – pole |